# Bonvecchio (cognome)
Bonvecchio è un cognome di lingua italiana.

## Varianti
Bonvecchi.

## Origine e diffusione
Il cognome è tipicamente trentino.
Potrebbe costituire una variante di Boni e significare "che tu sia una buona persona anche in età avanzata"; è affine al cognome Vecchi.

## Persone
- Claudio Bonvecchio – filosofo italiano
- Norbert Bonvecchio – giavellottista italiano